# جغرافیای کرواسی
کرواسی کشوری است واقع در منطقه بالکان (جنوب مرکزی اروپا) که از شمال با اسلوونی و مجارستان، از شمال شرقی با صربستان، از شرق با بوسنی و هرزگووین و از جنوب با مونته‌نگرو و دریای آدریاتیک هم‌مرز است. زاگرب پایتخت و بزرگ‌ترین شهر کرواسی است. کرواسی صد و بیست و هفتمین کشور بزرگ جهان است و در مرکز و جنوب شرق اروپا واقع شده‌است. دریای آدریاتیک در جنوب باختری این کشور قرار دارد. پایتخت این کشور زاگرب است و دیگر شهرهای بزرگ و مهم کرواسی دوبرونیک، پولا، اسپلیت، واراژدین، رییکا، اوسییک، کارلوواتس، زادار و سیساک هستند.
کرواسی ۵۶٬۵۹۴ کیلومتر مربع وسعت دارد و بیشتر مناطق آن آب‌وهوای مدیترانه‌ای و قاره‌ای دارند. مناطق مرتفع کرواسی در کوه‌های آلپ دیناری قرار دارد که بلندترین قله آن دینارا با ۱۸۳۱ متر است. این قله در جنوب کشور و در نزدیکی مرز بوسنی و هرزگوین قرار دارد. کرواسی در سواحل دریای آدریاتیک خود بیش از یک هزار جزیره دارد که ۴۸ جزیره آن ساکنان دائمی دارد. بزرگ‌ترینِ این جزیره‌ها کِرِس و کِرک هستند که هریک مساحتی نزدیک به ۴۰۵ کیلومتر مربع دارند.
از تپه‌ماهورهای بخش شمالی زاگوریه (پشت کوه) و دشت‌های هموار منطقه تاریخی اسلاونیا در شرق (که بخشی از جلگه پانونی به‌شمار می‌آید) رودخانه‌های بزرگی گذر می‌کند. عمده‌ترین این رودها ساوا، دراوا، کوپا و دانوب هستند. دانوب که دومین رودخانه بزرگ اروپا است از میان شهر ووکوار در منتهی‌الیه شرق کرواسی عبور می‌کند و بخشی از مرز با صربستان را تشکیل می‌دهد. نواحی مرکزی و جنوبی نزدیک به کرانه‌های آدریاتیک و جزایر این دریا متشکل از کوه‌های کم‌ارتفاع و بلندی‌های جنگلی است.
منابع طبیعی کرواسی که مقادیر آن‌ها برای تولید کافی است عبارتند از نفت، زغال‌سنگ، بوکسیت، کان درجه پایین آهن، کلسیم، گچ، آسفالت طبیعی، سیلیکا، میکا، انواع گِل‌ها، نمک و نیروی برق‌آبی.

## تقسیمات کشوری
کراسی به ۲۰ استان تقسیم می‌شود. شهر زاگرب که پایتخت کشور است هم به عنوان یک شهر و هم به عنوان یک استان به‌شمار می‌آید و این در حالی است که این شهر/استان به نوبه خود از سوی استان دیگری که زاگرب نام دارد احاطه شده‌است. استان‌های کرواسی به ۴۲۸ بخش تقسیم شده‌اند و ۱۲۸ شهر را شامل می‌شوند.